# Eurovision Song Contest 2009
Eurovision Song Contest 2009 var det 54. Eurovision Song Contest. Det blev afholdt 16. maj 2009 med 2 semifinaler 12. maj og 14. maj. Showet blev afholdt i Olimpijskij i Moskva, Rusland. Det blev vundet af Norge med sangen Fairytale. Norge fik det højeste antal point nogensinde, nemlig et rekordslående 387 point (indtil da havde Finland det højeste antal point med 292, som de fik i 2006 med gruppen Lordi). Andenpladsen gik til Island, tredjepladsen gik til Aserbajdsjan, fjerdepladsen til Tyrkiet, femtepladsen til Storbritannien, og sjettepladsen til Estland. Det var første gang Estland nogensinde havde kvalificeret sig videre til finalen, efter det blev indføret i 2004. Også i Storbritannien var man meget tilfreds med resultatet, for efter flere år med dårlige resultater, lykkedes det Jade Ewen at få landet i en top 5, og fik det bedste resultat for dem siden 2002 i Tallinn.

## Afstemning
Der kom ændringer i afstemningssystemet i forhold til de foregående år på den måde, at juryafstemningen kom tilbage i ESC-sammenhæng. Formatet i de 2 semifinaler var det samme som ved Eurovision Song Contest 2008.

## Værtsland
ESC 2009 blev afholdt i Rusland efter Dima Bilans sejr i ESC 2008. Vladimir Putin, Ruslands premierminister, bekendtgjorde, at konkurrencen skal afholdes i Moskva, og det blev foreslået af Channel One at holde det i Olimpijskij i Moskva.  Dette forslag blev evalueret af EBU og godkendt 13. september 2008.

## Ændringer i deltagerlandene
42 lande meldte sig til konkurrencen. Slovakiet vendte tilbage til ESC. San Marino trak sig fra konkurrencen på grund af økonomiske problemer. Få dage før lodtrækningen til rækkefølgen for, hvornår de enkelte nationer skulle på scenen, blev antallet af deltagende nationer skåret ned fra 43 til 42. Georgien meddelte nemlig, at landet ikke ville finde en ny deltager, efter at deres valgte sang var blevet diskvalificeret. Den diskvalificerede sang var We Don't Wanna Put In med gruppen Stefane & 3G, og med ordspillet på Putin afviste EBU sangen som værende politisk.

## Semifinale 1
Disse lande kunne stemme på hinanden.  Storbritannien og  Tyskland stemte også i denne semifinale. De lande, der er farvemarkerede, gik videre til finalen.
     Televoting-kvalificerede
     Back-up jury-kvalificerede
| Nr. | Land                   | Repræsentant      | Sang                           | Placering | Points |
| --- | ---------------------- | ----------------- | ------------------------------ | --------- | ------ |
| 1   | Montenegro             | Andrea Demirović  | "Just Get Out of My Life"      | 11        | 44     |
| 2   | Tjekket                | Gipsy.cz          | "Aven Romale"                  | 18        | 0      |
| 3   | Belgien                | Copycat           | "Copycat"                      | 17        | 1      |
| 4   | Hviderusland           | Petr Elfimov      | "Eyes That Never Lies"         | 13        | 25     |
| 5   | Sverige                | Malena Ernman     | "La voix"                      | 4         | 105    |
| 6   | Armenien               | Inga & Anush      | "Jan jan" (Նոր Պար)            | 5         | 99     |
| 7   | Andorra                | Susanne Georgi    | "La teva desició (Get a Life)" | 15        | 8      |
| 8   | Schweiz                | Lovebugs          | "The Highest Heights"          | 14        | 15     |
| 9   | Tyrkiet                | Hadise            | "Düm Tek Tek"                  | 2         | 172    |
| 10  | Israel                 | Noa & Mira Awad   | "There Must Be Another Way"    | 7         | 75     |
| 11  | Bulgarien              | Krassimir Avramov | "Illusion"                     | 16        | 7      |
| 12  | Island                 | Yohanna           | "Is it True?"                  | 1         | 174    |
| 13  | Makedonien             | Next Time         | "Nešto što kje ostane"         | 10        | 45     |
| 14  | Rumænien               | Elena             | "The Balkan Girls"             | 9         | 67     |
| 15  | Finland                | Waldo's People    | "Lose Control"                 | 12        | 42     |
| 16  | Portugal               | Flor-de-Lis       | "Todas as ruas do amor"        | 8         | 70     |
| 17  | Malta                  | Chiara            | "What if We"                   | 6         | 86     |
| 18  | Bosnien og Hercegovina | Regina            | "Bistra voda"                  | 3         | 125    |

De ti lande, som kvalificerede sig til finalen, blev annonceret i vilkårlig rækkefølge:
- Tyrkiet
- Sverige
- Israel
- Portugal
- Malta
- Finland
- Bosnien-Hercegovina
- Rumænien
- Armenien
- Island

## Semifinale 2
Disse lande kunne stemme på hinanden.  Frankrig og  Rusland stemte også i denne semifinale. Spanien skulle også have stemt, men på grund af en udsendelseskonflikt på den spanske tv-kanal TVE blev semifinalen vist senere end planlagt. De spanske seere kunne derfor ikke stemme, så de spanske jurystemmer blev brugt i stedet. De lande, der er farvemarkerede, gik videre til finalen.
     Televoting-kvalificerede
     Back-up jury-kvalificerede
| Nr. | Land         | Repræsentant                    | Sang                                 | Placering | Points |
| --- | ------------ | ------------------------------- | ------------------------------------ | --------- | ------ |
| 1   | Kroatien     | Igor Cukrov feat. Andrea        | "Lijepa Tena"                        | 13        | 33     |
| 2   | Irland       | Sinéad Mulvey & Black Daisy     | "Et Cetera"                          | 11        | 52     |
| 3   | Letland      | Intars Busulis                  | "Probka"                             | 19        | 7      |
| 4   | Serbien      | Marko Kon & Milan Nikolić       | "Cipela"                             | 10        | 60     |
| 5   | Polen        | Lidia Kopania                   | "I Don't Wanna Leave"                | 12        | 43     |
| 6   | Norge        | Alexander Rybak                 | "Fairytale"                          | 1         | 201    |
| 7   | Cypern       | Christina Metaxa                | "Firefly"                            | 14        | 32     |
| 8   | Slovakiet    | Kamil Mikulčík & Nela Pocisková | "Let Tmou"                           | 18        | 8      |
| 9   | Danmark      | Brinck                          | "Believe Again"                      | 8         | 69     |
| 10  | Slovenien    | Quartissimo feat. Martina       | "Love Symphony"                      | 16        | 14     |
| 11  | Ungarn       | Zoli Ádok                       | "Dance With Me"                      | 15        | 16     |
| 12  | Aserbajdsjan | Aysel & Arash                   | "Always"                             | 2         | 180    |
| 13  | Grækenland   | Sakis Rouvas                    | "This Is Our Night"                  | 4         | 110    |
| 14  | Litauen      | Sasha Son                       | "Love"                               | 9         | 66     |
| 15  | Moldova      | Nelly Ciobanu                   | "Hora Din Moldova"                   | 5         | 106    |
| 16  | Albanien     | Kejsi Tola                      | "Carry Me in Your Dreams"            | 7         | 73     |
| 17  | Ukraine      | Svetlana Loboda                 | "Be My Valentine (Anti-Crisis Girl)" | 6         | 80     |
| 18  | Estland      | Urban Symphony                  | "Rändajad"                           | 3         | 115    |
| 19  | Holland      | The Toppers                     | "Shine"                              | 17        | 11     |

De ti lande, som kvalificerede sig til finalen, blev annonceret i vilkårlig rækkefølge:
- Aserbajdsjan
- Kroatien
- Ukraine
- Litauen
- Albanien
- Moldova
- Danmark
- Estland
- Norge
- Grækenland

## Finalen
| Nr. | Land                | Repræsentant             | Sang                                 | Dansk oversættelse                 | Sprog                    | Plads | Point |
| --- | ------------------- | ------------------------ | ------------------------------------ | ---------------------------------- | ------------------------ | ----- | ----- |
| 01  | Litauen             | Sasha Son                | "Love"                               | Kærlighed                          | Engelsk/Russisk          | 23    | 23    |
| 02  | Israel              | Noa og Mira Awad         | "There Must Be Another Way"          | Der må være en anden måde          | Engelsk/Hebræisk/Arabisk | 16    | 53    |
| 03  | Frankrig            | Patricia Kaas            | "Et s'il fallait le faire"           | Hvis det skulle gøres              | Fransk                   | 8     | 107   |
| 04  | Sverige             | Malena Ernman            | "La voix"                            | Stemmen                            | Fransk/Engelsk           | 21    | 33    |
| 05  | Kroatien            | Igor Cukrov feat. Andrea | "Lijepa Tena"                        | Smukke Tena                        | Kroatisk                 | 18    | 45    |
| 06  | Portugal            | Flor-de-Lis              | "Todas as ruas do amor"              | Alle gader af kærlighed            | Portugisisk              | 15    | 57    |
| 07  | Island              | Yohanna                  | "Is it True?"                        | Er det sandt?                      | Engelsk                  | 2     | 218   |
| 08  | Grækenland          | Sakis Rouvas             | "This is Our Night"                  | Dette er vores nat                 | Engelsk                  | 7     | 120   |
| 09  | Armenien            | Inga & Anush             | "Jan jan"                            | Min kære                           | Engelsk/Armensk          | 10    | 92    |
| 10  | Rusland             | Anastasiya Prikhodko     | "Mamo"                               | Mor                                | Ukrainsk/Russisk         | 11    | 91    |
| 11  | Aserbajdsjan        | Aysel & Arash            | "Always"                             | Altid                              | Engelsk                  | 3     | 207   |
| 12  | Bosnien-Hercegovina | Regina                   | "Bistra voda"                        | Klart vand                         | Bosnisk                  | 9     | 106   |
| 13  | Moldova             | Nelly Ciobanu            | "Hora din Moldova"                   | Dans fra Moldova                   | Rumænsk                  | 14    | 69    |
| 14  | Malta               | Chiara                   | "What if We"                         | Hvad nu hvis vi                    | Engelsk                  | 22    | 31    |
| 15  | Estland             | Urban Symphony           | "Rändajad"                           | Nomader                            | Estisk                   | 6     | 129   |
| 16  | Danmark             | Brinck                   | "Believe Again"                      | Tro igen                           | Engelsk                  | 13    | 74    |
| 17  | Tyskland            | Alex Swings, Oscar Sings | "Miss Kiss Kiss Bang"                | Frøken Kys Kys Bang                | Engelsk                  | 20    | 35    |
| 18  | Tyrkiet             | Hadise                   | "Düm Tek Tek"                        | Bom Brag Brag                      | Engelsk                  | 4     | 177   |
| 19  | Albanien            | Kejsi Tola               | "Carry Me in Your Dreams"            | Bær mig i dine drømme              | Engelsk                  | 17    | 48    |
| 20  | Norge               | Alexander Rybak          | "Fairytale"                          | Eventyr                            | Engelsk                  | 1     | 387   |
| 21  | Ukraine             | Svetlana Loboda          | "Be My Valentine (Anti-Crisis Girl)" | Vær min valentin (anti-krise pige) | Engelsk                  | 12    | 76    |
| 22  | Rumænien            | Elena                    | "The Balkan Girls"                   | Balkan-pigerne                     | Engelsk                  | 19    | 40    |
| 23  | Storbritannien      | Jade Ewen                | "It's My Time"                       | Det er min tur                     | Engelsk                  | 5     | 173   |
| 24  | Finland             | Waldo's People           | "Lose Control"                       | Mist kontrol                       | Engelsk                  | 25    | 22    |
| 25  | Spanien             | Soraya Arnelas           | "La noche es para mi"                | Natten er for mig                  | Spansk, Engelsk          | 24    | 23    |

| Plads | Televoting          | Point | Jury                | Point |
| ----- | ------------------- | ----- | ------------------- | ----- |
| 1     | Norge               | 378   | Norge               | 312   |
| 2     | Aserbajdsjan        | 253   | Island              | 260   |
| 3     | Tyrkiet             | 203   | Storbritannien      | 223   |
| 4     | Island              | 173   | Frankrig            | 164   |
| 5     | Grækenland          | 151   | Estland             | 124   |
| 6     | Estland             | 129   | Danmark             | 120   |
| 7     | Bosnien-Hercegovina | 124   | Tyrkiet             | 114   |
| 8     | Rusland             | 118   | Aserbajdsjan        | 112   |
| 9     | Armenien            | 111   | Israel              | 107   |
| 10    | Storbritannien      | 105   | Moldova             | 93    |
| 11    | Albanien            | 81    | Grækenland          | 93    |
| 12    | Ukraine             | 70    | Bosnien-Hercegovina | 90    |
| 13    | Moldova             | 66    | Malta               | 87    |
| 14    | Rumænien            | 64    | Tyskland            | 73    |
| 15    | Sverige             | 59    | Armenien            | 71    |
| 16    | Kroatien            | 55    | Ukraine             | 68    |
| 17    | Frankrig            | 54    | Rusland             | 67    |
| 18    | Portugal            | 45    | Portugal            | 64    |
| 19    | Danmark             | 40    | Kroatien            | 58    |
| 20    | Litauen             | 38    | Litauen             | 31    |
| 21    | Spanien             | 38    | Rumænien            | 31    |
| 22    | Finland             | 30    | Sverige             | 27    |
| 23    | Tyskland            | 18    | Albanien            | 26    |
| 24    | Malta               | 18    | Finland             | 12    |
| 25    | Israel              | 15    | Spanien             | 9     |

## Trivia
- Norge slog adskillige rekorder i 2009. De blev landet der vandt med største antal point nogensinde, landet der fik flest 12-taller nogensinde (16 i alt), og det land med den allerstørste afstand ned til 2. pladsen.